# Derek Shirley
Derek Shirley (* 1975 in Ottawa) ist ein kanadischer Jazzbassist.
Shirley studierte Jazzbass an der Musikfakultät der McGill University und trat in Kanada und den USA mit Bands wie Zebradonk und The Woodchoppers Association auf, bevor er 2001 nach Berlin übersiedelte.
Hier trat er unter anderem mit David Moss, Michael Griener, Mathias Bauer, Chris Dahlgren, Tony Buck und der Neuen Dresdner Kammermusik auf. Er ist Mitglied von Michael Thiekes Bands Hotelgäste (mit dem Gitarristen Dave Bennett) und Unununium (mit Steve Heather, Christian Weber, Luca Venitucci, Martin Siewert und Eric Schaefer). Außerdem spielt er in Paul Brodys Tango Toy, der Gruppe Coal Oven und der Noise-Rock-Band Monno (mit Antoine Chessex, Gilles Aubry und Marc Fantini).

## Diskografie
- Hotelgäste: Flowers You Can Eat, 2005
- Unununium: Where Shall I Fly Not to Be Sad, My Dear?, 2006
- Monno: Error, 2006
- Monno: Ghosts, 2008